# Пена (Кампобасо)
Пена је насеље у Италији у округу Кампобасо, региону Молизе.
Према процени из 2011. у насељу је живело 59 становника. Насеље се налази на надморској висини од 393 м.